# Kai Nieminen
Kai Nieminen (omgeving Jyväskylä, 17 maart 1953) is een Fins componist en gitarist.

## Biografie
Nieminen kreeg zijn gitaaropleiding aan het conservatorium van midden Finland, de Sibeliusacademie in Helsinki en aan de universiteit van Jyväskylä (musicologie). Ondertussen studeerde hij compositie bij Stepan Rak, Paavo Heininen en George Crumb. De nadruk lag echter in het begin bij de gitaar, waarbij hij niet alleen zelf speelde maar ook jurylid was bij diverse concoursen. Verdere opleiding verkreeg hij van Leo Brouwer en Julian Bream. De laatste jaren verschoof zijn werkgebied naar componeren.  Hij heeft een eigen stijl van componeren binnen de Finse klassieke muziek. Inspiratiebronnen haalt hij uit Italië, waaronder de boeken van Italo Calvino, maar ook uit de barre Finse winterlandschappen. Uiteraard geeft Nieminen gitaarles in Finland aan de instanties waar hij eerder zijn opleiding verkreeg.
De discografie van Nieminen is anno 2010 beperkt; slechts één compact disc op Naxos.

## Oeuvre

### Orkestwerken
- 1995: Vicola in ombra
- 1997: Time around Spring
- 1998: Le citta invisibile
- 1998: Chi vivrá védra
- 1999-2000: Hailing the Beauty of Light and Snow
- 1999: Time around Light, Shadow and Spaces
- 2000: Il castello dei destini incrociati
- 2000: In Mirrors of Time
- 2002: In Woodlands of the Birds
- 2005: 40 Years of Time

### Solisten met orkest
- 1998: Tanssinhaltia (basklarinet)
- 1999: I Can Hear Northern Lights (hobo)
- 2001: Palomar (fluit)
- 2002: Through Shadows I Can Hear Ancient Voices (klarinet)
- 2004: I Can Hear Northern Lights II (viool)
- 2005: Il viaggo del cavaliere (viool)
- 2006: El serenissima (altviool en harp)
- 2007: Reflections ... in the Enchanted Waves ... of Time (piano)
- 2008: Somni di Gaudi (hobo)
- 2009: If on a Winter’s Night a Traveller… (gitaar)

### Blaasorkest
- 1996: Time around Autumn

### Kamermuziek
- ????: Ancient Songs
- ????: Atonali
- ????: Shadow Play
- ????: Yötunnelmia
- 1976: Hommage a Poulenc
- 1981: Acquarelli della notte
- 1981: Syyssonetti
- 1985: Talvasonetti
- 1993: Itämaissa satuja
- 1993: Epitaphi
- 1994: Triptyyki
- 1996 :Notturno (Uccelli della notte)
- 1997: Night Shadows
- 1999: Autumnal Tales
- 1999: I Hear Streaming Light
- 2000: Ceremonial II
- 2000: There is a Certain Slant of Light
- 2004: In der Winterzeit
- 2007: Sonate from Shadows
- 2008: Spellbound of Winter’s Night
- 2009: From Hidden Cities

### Soloinstrument
- 1976: Suite Piccola
- 1976: The Temple
- 1980: Night preludes
- 1980: Op een Fins thema
- 1980: Nachtsonate
- 1981: Atmosfera (gitaar)
- 1983: Pelon tansseja
- 1985: Gnomes in the Night
- 1989: Manaus ja loitsu
- 1989: Night Poems in a Clock Shop a Little before One o’Clock
- 1991: Pan
- 1991: Runoya pysähtineesä ajasta ja hiljaisuudesta, opus A
- 1991: Usvanhaltia
- 1992: Hymnos
- 1993: Homenaja a Andres Segovia
- 1994: Loitsu
- 1995: Tanssinhaltija
- 1997: Estampes
- 1997: Runoya pysähtineesä ajasta ja hiljaisuudesta, opus B
- 1997: Tarantula
- 1998: Elegie voor Agatha
- 1998: Sigma
- 1999: Fragmentos de la vida del mar
- 2000: Storia di Astolfo sulla luna
- 2005: Waves of Sorrow
- 2007: twee stukken voor piano

### Zang en koor
- 1979: Merirunoja
- 1993: Metsärunoja
- 1994: Talvesta
- 1997: Landscapes
- 2003: Unen Maasta

## Ook
Kai Nieminen is tevens de naam van een Finse dichter, geboren op 11 mei 1950 te Helsinki. 
- CiNii: DA17115710
- Gemeinsame Normdatei: 137817886
- International Standard Name Identifier: 0000 0000 5886 5083
- Library of Congress Control Number: n2003072751
- MusicBrainz: 2afad112-9ec8-47d7-9493-688468d4333f
- Virtual International Authority File: 14146251
- WorldCat: E39PBJjXmqTpvggTFTkPbp4Qbd